# Pihem
Pihem (verouderd Nederlands: Putheem, Frans-Vlaams: Pittem) is een gemeente in het Franse departement Pas-de-Calais (regio Hauts-de-France). De plaats maakt deel uit van het arrondissement Sint-Omaars. Pihem telde op 1 januari 2022 928 inwoners.

## Naam
De plaatsnaam heeft een Oudnederlandse herkomst. De oudste vermeldingen  van de plaatsnaam zijn Pichen uit 1139 en Pihem uit het jaar 1192. Het betreft een samenstelling van de woorden put en -heem (woonplaats, woongebied, dorp, buurtschap). De huidige Franstalige plaatsnaam is hiervan een fonetische nabootsing.

## Geografie
De oppervlakte van Pihem bedroeg op 1 januari 2022 7,13 vierkante kilometer; de bevolkingsdichtheid was toen 130,2 inwoners per km². De gemeente is samengesteld uit drie dorpen: Pihem, Bientques en Petit-Bois.
Het Ravin de Pihem is een oude bedding van een waterloop die een 15 tot 20 m diepe uitgraving van 3 km lang vormt.

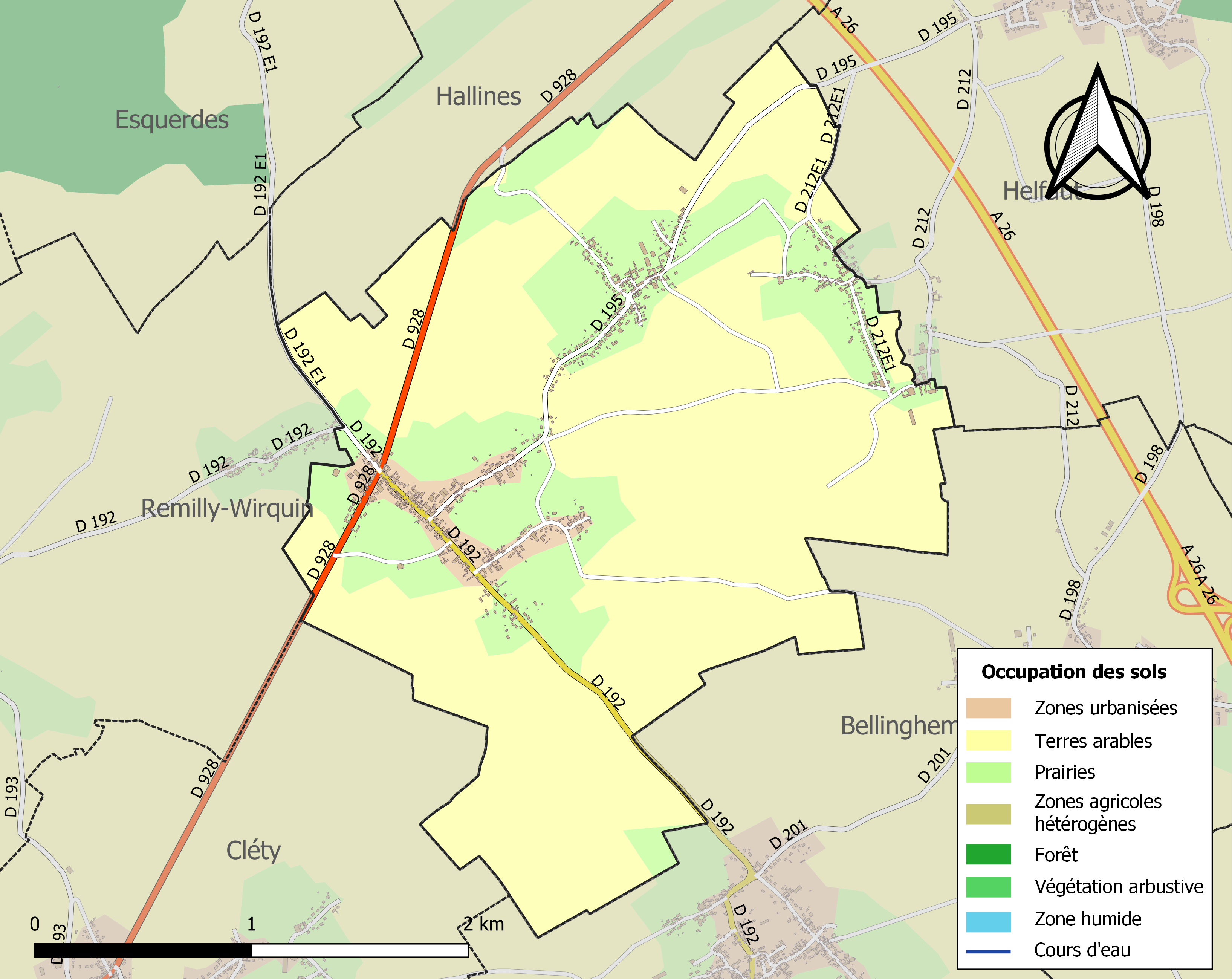
Kaart van de gemeente met belangrijkste infrastructuur, bodemgebruik en omliggende gemeenten

## Demografie
Onderstaande figuur toont het verloop van het inwonertal (bron: INSEE-tellingen).